# فابيو مانشيني
فابيو مانشيني (بالإيطالية: Fabio Mancini)‏ هو عارض إيطالي، ولد في 11 أغسطس 1987 في باد هومبورغ (فور در هوهه) في ألمانيا.